# Green River, Wyoming
Green River är en stad i sydvästra delen av delstaten Wyoming i USA och huvudort i Sweetwater County. Staden hade 12 515 invånare vid 2010 års folkräkning. 

## Geografi
Staden ligger vid floden med samma namn, Green River, som rinner upp i Wyoming. Den största staden i Sweetwater County, Rock Springs, ligger 29 km österut.

## Historia
Orten bosattes först 1868 i det dåvarande Dakotaterritoriet, innan Union Pacifics del av den transamerikanska järnvägen anlände till platsen. Union Pacific valde dock att förlägga sin bytesstation längre västerut i Bryan, då marken i Green River redan var inmutad av bosättare, och Green River förlorade mycket av sin befolkning till Bryan. På grund av en större torka som torrlade floden Black's Fork och gjorde Bryan olämpligt som järnvägsdepå flyttades dock sedermera stationen och staden till Green River, och staden Green River bildades slutligen officiellt 1891. Från 1873 förlades även Sweetwater Countys administration hit, efter att den tidigare huvudorten South Pass City längre norrut förlorat sin betydelse.

## Näringsliv
Området omkring staden är känt för att ha värdens största fyndigheter av trona och brytning av natriumkarbonat är en stor gruvindustri i regionen. Detta är en av få platser i världen där gruvbrytningsprocessen är mer lönsam än industriell framställning med Solvay-processen.

## Kommunikationer
Staden ligger vid den stora öst-västliga motorvägen Interstate 80 som sammanbinder San Francisco med New York. Genom staden går även Union Pacifics ursprungliga transkontinentala järnvägslinje.